# Михаловская и Кошицкая епархия
Михаловская и Кошицкая епархия (словац. Michalovsko-Košická eparchia) — епархия Православной церкви Чешских земель и Словакии в юго-восточной части Словакии с кафедрой в Михаловце.
Епархия подразделяется на 4 благочинных округа и имеет около 25 храмов.

## История
В 1929 году из воссоединившихся с Православием униатов создана Мукачевско-Прешовская епархия входившая в юрисдикцию Сербской Православной Церкви. Она включала в себя приходы Подкарпатской Руси и Восточной Словакии. В 1945 году в связи с присоединением Закарпатской Украины к СССР создана отдельная Мукачевско-Ужгородская епархия в составе Русской Православной Церкви.
Михаловская епархия была учреждена 28 июля 1950 года вскоре после Прешовского собора, на котором греко-католики Чехословакии перешли в православие, будучи выделена из состава Прешовской епархии в связи с увеличившимся числом прихожан. Её первым епископом стал Александр (Михалич), бывший греко-католик.
С 1983 года епархию возглавлял Иоанн (Голонич).
После «бархатной революции» 1989 года в Восточной Словакии начался массовый переход верующих из православной в униатскую Церковь. 29 мая 1990 года Президиум Национального совета Словакии издал закон «Об урегулировании имущественных взаимоотношений между Греко-Католической и Православной Церквами» (закон № 211/1990), в соответствии с которым греко-католической Церкви возвращалось всё недвижимое имущество, принадлежавшее ей до 28 апреля 1950 года. В результате уже в 1990 году Михаловская епархия утратила большинство храмов, приходских домов, а также здание Епархиального управления. Кроме того, 18 февраля 1993 года премьер-министр Словакии Владимир Мечьяр, архиепископ Прешовский и Словацкий Николай (Коцвар) и епископ Иоанн подписали соглашение, по которому епархиальный совет православной Церкви в Михаловце обязывался до 20 марта 1993 года передать официальным представителям государства храмы в 12 населённых пунктах, а до 31 мая 1993 года — ещё несколько приходских домов. Со своей стороны государство обязалось предоставить православную Церкви финансовую помощь для строительства (или обустройства) новых храмов. После возврата греко-католической Церкви в составе Михаловской православной епархии осталось лишь 4 храма и 4 приходских дома.
Удалось возвести 24 новых православных храма, построить необходимое количество приходских построек, обрести здание епархиального управления, создать несколько новых общин, был основан православный институт, клуб византийской культуры, церковное Кирилло-Мефодиевское училище и школу святого Ростислава в Михаловцах, начата публикация ежемесячника Михаловской епархии «Prameň».
После перехода епископа Иоанна на прешовскую кафедру епископом стал Георгий (Странский).
19 февраля 2009 года епархиальный совет Михаловской епархии переименовал епархию в Михайловскую и Кошицкую; храм в Кошице получил статус собора.
28 сентября 2013 года в Кошице был освящён собор Успения Пресвятой Богородицы и Святого Иоанна Милостивого.

## Епископы
- 8 октября 1950 — 25 ноября 1954 — Александр (Михалич)
- 14 апреля 1954 — 3 октября 1966 — Мефодий (Милли)
- 4 октября 1966 — 25 июля 1979 — Кирилл (Мучичка)
- 12 апреля 1980 — 20 ноября 1982 — Никанор (Юхимюк)
- 23 мая 1983 — 7 апреля 2006 — Иоанн (Голонич)
- с 30 сентября 2007 — Георгий (Странский)

Викарные епископы Требишовские
- 15 февраля 1953 — 14 апреля 1954 — Мефодий (Милли)
- 3 ноября 1962 — 3 декабря 1964 — Мефодий (Канчуга)
- 14 ноября 1965 — 4 октября 1966 — Кирилл (Мучичка)